# Phenice bicornis
Phenice bicornis är en insektsart som beskrevs av Frederick Arthur Godfrey Muir 1930. Phenice bicornis ingår i släktet Phenice och familjen Derbidae. Inga underarter finns listade i Catalogue of Life.